# Chrysanthia maroccana
Chrysanthia maroccana là một loài bọ cánh cứng trong họ Oedemeridae. Loài này được Pic & Lindberg miêu tả khoa học năm 1932.